# Navadni macesen
Navadni macesen tudi evropski macesen (znanstveno ime Larix decidua) je vrsta macesna, razširjena na območju gorstev srednje Evrope, v Alpah in Karpatih. Ločena nižinska populacija uspeva v severni Poljski.

## Opis
Macesen je visoko drevo z debelo skorjo, ki lahko zraste do 40 m visoko in lahko ima premer več kot 1,5 m. Je eno redkih iglastih dreves, ki pozimi odvrže iglice.
Skorja mladih dreves je gladka, kasneje pa razpoka na ploskve. Na zunaj je sive, znotraj pa rdeče barve z močnim smolnatim vonjem. Les je gost, težak in trpežen, zaradi česar iz njega izdelujejo vse vrste izdelkov, ki morajo biti obstojni.
Veje poganjajo iz debla po več naenkrat, so vodoravne, njihovi stranski poganjki pa so viseči, saj so vejice pretenke, da bi lahko visele navzgor. Iglice rastejo v šopkih so tanke in dolge okoli 30 mm. Spomladi so živo svetlo zelene barve, poleti temnejših zelenih odtenkov, preden v jeseni odpadejo pa postanejo živo rumene barve. Moška in ženska socvetja vedno poganjajo iz istih  poganjkov. Moška so majhna in rdeča, ženska pa so pokončni rjavo-rumeni storžki z, na koncu, zavihanimi luskami. Iz teh storžkov izpada seme, s katerim se macesen razmnožuje. Barva lesa variira od rumenkaste beljave do rdečkaste jedrovine. Obdelava macesnovega lesa je precej zahtevna zaradi trdote lesa in velike količine smole.

## Razširjenost
Macesen uspeva v gorskem svetu, do 2000 metrov nad morjem. Uspeva v vlažnem in hladnem podnebju, podlaga pa mora biti kamnita. Včasih ga je najti tudi v nižinah, kar pa je bolj redko. Pogosto ga sadijo v parke zaradi živih barv iglic v jeseni. V Sloveniji so macesnovi gozdovi pogosto okuženi z glivo, ki povzroča bolezen, imenovano macesnov rak.

## Uporaba
Macesnov les je cenjen zaradi svoje trdnosti, vodoodpornosti in vzdržljivosti. Les brez grč se uporablja za gradnjo jaht in manjših plovil, pa tudi za zunanje obloge objektov in notranje opaže. Kadar je v stiku s tlemi je les odporen proti gnitju, zato se iz njega izdeluje stebre in ograje. 
Po evropskem standardu EN je macesnov les rahlo do srednje vzdržljiv. 

### Uporaba v zdravilstvu
V Bachovem cvetnem zdravljenju je Macesen eden od pripravkov, narejen iz macesnovih cvetov. Uporablja se pri pomanjkanju samozavesti.

## Galerija
- Iglice macesna
- Razporeditev iglic
- Mlado žensko socvetje - storž
- Prerez debla
- Skorja srednje starega drevesa
- Macesen jeseni
- Macesen pozimi
- Macesen Ivana Groharja